# Franco Pellizotti

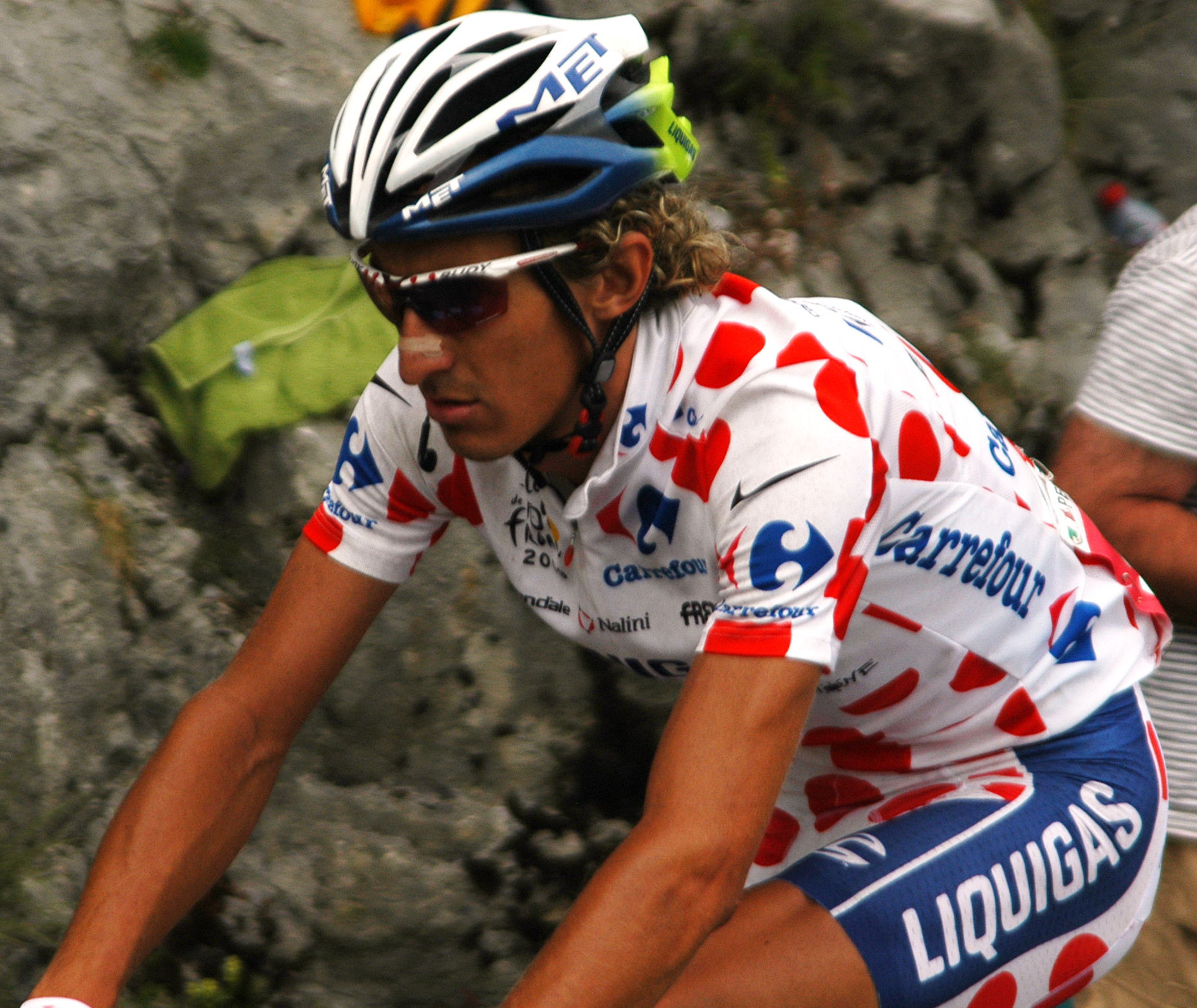
Franco Pellizotti no Tour de France (etepa 17) de 2009 onde envergou a camisola da montanha.

Franco Pellizotti (15 de janeiro de 1978, Latisana)  é um ciclista profissional italiano.
| Ano  | Equipa                   |
| ---- | ------------------------ |
| 2001 | Alessio (ITA)            |
| 2002 | Alessio (ITA)            |
| 2003 | Alessio (ITA)            |
| 2004 | Alessio-Bianchi (ITA)    |
| 2005 | Liquigas-Bianchi (ITA)   |
| 2006 | Liquigas (ITA)           |
| 2007 | Liquigas (ITA)           |
| 2008 | Liquigas (ITA)           |
| 2009 | Liquigas (ITA)           |
| 2010 | Liquigas-Doimo (ITA)     |
| 2011 | -                        |
| 2012 | Androni Giocatolli (ITA) |
| 2013 | Androni Giocatolli (ITA) |
| 2014 |                          |